# جامع باب الطويل
جامع باب الطويل، وهو من مساجد العراق التاريخية الأثرية، ويقع في محافظة البصرة بقضاء أبي الخصيب، في قرية باب الطويل، ولقد بني في عام 1340هـ/1921م، ويعد من الجوامع القديمة في المنطقة، كما أعيد وجدد بناؤه من قبل مديرية الأوقاف العامة في عام 1360هـ/ 1941م، وفي عام 1386هـ/ 1966م. وشيد من مادة الطابوق ويحتوي الجامع على مصلى حرم يستوعب أكثر من 100 مصل،
وتقام في الجامع حالياً صلاة الجمعة وصلاة العيدين والصلوات الخمس المكتوبة، وكما تقام فيه دورات تحفيظ القرآن في العطلة الصيفية للطلاب وكذلك تقام فيهِ الأحتفالات للمناسبات الدينية.